# Diamond Head (groupe)
Pour les articles homonymes, voir Diamond Head.
Diamond Head est un groupe britannique de heavy metal, originaire de Stourbridge, en Angleterre. Le groupe est connu pour avoir beaucoup influencé Megadeth et Metallica à leurs débuts, notamment avec les chansons : Am I Evil, Helpless, It's Electric, The Prince et Sucking My Love que Metallica reprend durant cette période. Ces cinq chansons figurent sur le premier album Lightning to the Nations, sorti en (1980).

## Historique

### Débuts
Formé par les amis d'enfance en 1976 Brian Tatler et Duncan Scott, avec Tatler et Scott. Le nom de Diamond Head s'inspire de l'album homonyme de Phil Manzanera dont Tatler en possédait un poster accroché dans sa chambre. Sean Harris se joint par la suite à eux et découvre ses talents vocaux lors d'une excursion scolaire, tandis qu'il chante Be-Bop-A-Lula de Gene Vincent, sorti en 1956. Le bassiste Colin Kimberley, un camarade en primaire de Tatler, se joint au groupe en 1978 (et devient de ce fait le quatrième bassiste de Diamond Head). Le groupe joue lors de quelques soirées locales dans la région de Black Country, leur première soirée se déroulant au High Park School de Stourbridge le 10 février 1977.
Le groupe enregistre sa première démo auto-financée en 1979. Enregistré en six heures, leur son et leur qualité d'écriture leur permettent de participer à quelques soirées aux côtés des groupes AC/DC et Iron Maiden. Même si de nombreux labels manifestent leur intérêt pour ce groupe, aucun contrat n'est signé. À cette époque, le groupe est managé par Reg Fellows et la mère de Sean Harris (Linda Harris), qui aurait supposément déclinée une offre du très influent Leiber/Krebs Management. Ainsi, tandis que d'autres groupes issus de la New wave of British heavy metal signent avec des labels majeurs et préparent leurs propres tournées, Diamond Head, eux, restent indépendant. Le management leur annonce un label sur lequel ils pourront sortir leurs albums, Happy Face Records. La première parution est un single intitulé Shoot Out the Lights en 1979, via le label Media Records en 1980.
La même année, ils font paraître leur premier album au label Happy Face. Connu sous le titre Lightning to the Nations (bien qu'à l'origine officiellement sans titre), l'album est enregistré en sept jours au studio The Old Smythy de Worcester, un quartier décrit « mort » par le groupe.

### Borrowed TimeetCanterbury
La popularité du groupe grâce à leurs concerts mène à une signature avec le label MCA Records en 1982, et à la parution immédiate de l'EP intitulé Four Cuts, composé de toutes les chansons des époques Shoot Out The Lights et Dead Reckoning. Leur nouveau statut les amène au Reading Festival en 1982, en remplacement de Manowar. Leur premier album distribué par MCA, Borrowed Time atteint la 24e place des classements britanniques, permettant ainsi au groupe de jouer dans certains endroits réputés tels que le Hammersmith Odeon de Londres.
Le groupe se lance dans une voie plus expérimentale après Borrowed Time. Le troisième album, Canterbury, sort en 1983. Le succès initial fait vite place à la déception. Tout d'abord parce que les 20 000 premières copies du pressage vinyle souffrent de problèmes. Ensuite parce que la plupart des fans détestent leur nouvelle direction musicale, s'attendant au même style que Borrowed Time. Mervyn Goldsworthy, ancien membre de Samson, et Robbie France, par la suite membre fondateur de Skunk Anansie, se joint à la basse puis à la batterie. Le groupe fait également la rencontre du claviériste Josh Phillips-Gorse. Diamond Head joue au festival Monsters of Rock en 1983 à Donington, aux côtés de Black Sabbath lors de leur tournée européenne Born Again. Après s'être détaché de MCA en janvier 1984, Diamond Head se lance dans un quatrième album studio, intitulé Flight East. Bien qu'il ne soit jamais paru, seuls cinq titres (Be Good, A New Messiah, Someone Waiting, Today et Back In The Powerage) sont joués en bootleg et montrent le changement total de direction musicale du groupe abandonnant leur signature de guitare solo et de riffs dynamiques.

### Reformation et National Bowl
La montée fulgurante de Metallica et l'influence souvent mentionnée de Diamond Head sur leur son forgent une notoriété au groupe et aident aux vente entre particuliers. Inévitablement, en 1990, Tatler et Harris se lancent dans l'écriture de nouvelles chansons, et Diamond Head revient sur la scène avec Karl Wilcox à la batterie, et Eddie Moohan à la basse, en 1991. Le groupe fait également paraître un vinyle contenant Wild on the Streets et I Can't Help Myself, uniquement mis en vente en concert et dans des disquaires spécialisés. En 1993, le groupe fait paraître Death and Progress avec l'aide de Tony Iommi de Black Sabbath, et Dave Mustaine. En novembre 1992, Diamond Head joue aux côtés de Metallica au NEC de Birmingham jouant leurs classiques comme Helpless et Am I Evil?. Diamond Head ouvre un concert pour Metallica et Megadeth au National Bowl de Milton Keynes le 5 juin 1993. Sean Harris monte sur scène habillé en faucheuse. En 1994, le groupe se sépare avant de se reformer en 2000.

### Années 2000
En 2000, Harris et Tatler se reforment avec le guitariste Floyd Brennan et participent à quelques concerts acoustiques, dont un en soutien à Budgie, qui se terminera avec la sortie de First Cuts Acoustic EP. Le groupe participe à un concert avec Moohan et Wilcox de retour dans le groupe. C'est également la première apparition de Diamond Head aux États-Unis. Le groupe revient en studio pour l'enregistrement d'un nouvel album, Host ; cependant, le groupe finit par un désaccord car Harris souhaitait renommer le groupe pour un nouveau démarrage.
Après quelques années de divergences, Diamond Head et Sean Harris se séparent. Harris s'entretient avec Blabbermouth et explique du temps qu'il sera concerné, il aura autant de droit sur le nom de Diamond Head que les autres, car étant toujours membre.

### Époque Nick Tart

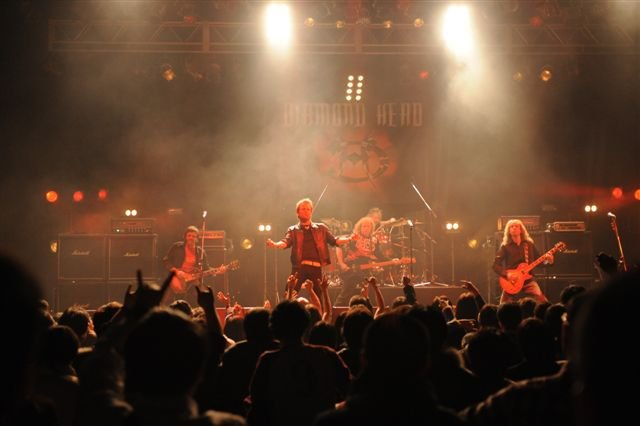
Diamond Head en concert au Japon, en 2008.

Le reste du groupe, déterminé à continuer, annonçant par la suite le remplacement de Nick Tart. Robin George recrute Nick après l'avoir joué au JBs de Dudley avec Alabama Bombshell. Entre 1992 et 1996, ils organisent leur tournée au Royaume-Uni, font une apparition en direct dans l'émission The James Whale et jouent sur Radio 1 avec Tommy Vance sous le nom de Life avant de faire paraître leur album intitulé Cocoon. Nick quitte le domaine musical en 1997 mais se joint à un autre groupe en 2003.
Le nouvel album du groupe, All Will Be Revealed (le titre faisant apparemment référence à Sean Harris), est commercialisé en 2005, et diverge complètement de leurs précédents albums. Pour la promotion de l'album, ils participent à une tournée aux côtés de Megadeth. Brian Tatler commente explique qu'il s'agissait de l'une des meilleures expériences de sa vie et reprend de nouveau plaisir à jouer sur scène avec le groupe.
Diamond Head devient la tête d'affiche pour le 25e année d'existence de la NWOBHM célébrée au London Astoria, aux côtés de Witchfynde, Bronz, Praying Mantis et Jaguar. Ce concert est par la suite commercialisé en album live sous le titre It's Electric et dans le premier DVD du groupe, To the Devil His Due en 2006. Le guitariste rythmique Adrian Mills quitte le groupe et est remplacé par Andy « Abbz » Abberley, ancien membre du groupe Requiem avec le batteur Karl Wilcox. Leur sixième album studio, What's in Your Head?, est distribué par le label Cargo Records en collaboration avec Dave « Shirt » Nicholls, également producteur d'albums pour Slipknot et The Wildhearts. En novembre 2009, Brian Tatler publie son autobiographie Am I Evil? citant Lars Ulrich et Dave Mustaine.
Diamond Head célèbre la trentième année d'existence de son premier album Lightning To The Nations avec une tournée européenne lancée le 7 novembre 2010. Diamond Head est invité à ouvrir une soirée au Sonisphere Festival de Knebworth, en Angleterre le 8 juillet, et au Sonisphere en France le 9 juillet. Ils jouent également lors de la première édition du festival Heavy T.O. de Toronto le 23 juillet 2011, et au Heavy MTL de Montréal, Canada, le 24 juillet 2011. Le 15 août 2011, Diamond Head organise sa première tournée aux États-Unis, démarrant à partir d'El Corazon à Seattle, et finissant au BB King's de New York. 2012 voit paraître 12 dates d'une tournée européenne entre juin et juillet, dont une au festival Bang Your Head en Allemagne. 2013 Diamond Head achève une tournée de 17 dates sur la côte Est américaine lancée en avril 2013.
À la suite du décès de son père, Nick retour à Brisbane aux côtés de sa famille, et annule son apparition à une tournée américaine avec le groupe.

### Période Rasmus Bom Andersen
En 2014, à cause de difficultés liées aux tournées et aux écritures, Nick Tart vivant en Australie, Rasmus Bom Andersen, de Londres, devient chanteur des Diamond Head. Une tournée britannique et européenne suit en été 2014. En 2016, ils jouent au 70,000 Tons of Metal Cruise, dans des festivals en Espagne, en Suède, en Allemagne, en France, à Ibiza et à Malte. À la fin 2016, Diamond Head joue à 27 dates en Amérique du Nord.

## Influences
Diamond Head cite s'être inspiré de plusieurs groupes au début de sa carrière dont Free, Deep Purple, Led Zeppelin, UFO, Black Sabbath et Judas Priest. Brian Tatler cite les deux premiers albums qu'il a acheté — le second album de Led Zeppelin et Machine Head de Deep Purple — et dit s'inspirer de Ritchie Blackmore et Michael Schenker concernant les morceaux de guitare. Colin Kimberley commente que Diamond Head titre sa sonorité complexe de groupes comme Black Sabbath et Rush. Dans une entrevue avec Get Ready to Roll, Tatler explique essayer de s'inspirer de groupe moderne tout en gardant le son actuel.

## Membres

### Membres actuels
- Brian Tatler – guitare solo, chœurs (1976–1985, 1991–1994, depuis 2000)
- Eddie « Chaos » Moohan – basse (1991–1994, depuis 2002)
- Karl Wilcox – batterie (1991–1994, depuis 2002)
- Andy « Abbz » Abberley – guitare rythmique (depuis 2006)

### Anciens membres
- Duncan Scott – batterie (1976–1983)
- Sean Harris – chant, guitare rythmique (1976–1985, 1991–1994, 2000–2004)
- Colin Kimberley – basse, backing vocals (1978–1983)
- Mervyn Goldsworthy – basse (1983)
- Robbie France – batterie (1983–1984 ; décédé en 2012)
- Josh Phillips – claviers (1983–1984)
- Dave Williamson – basse (1984)
- Pete Vuckovic – basse (1992–1994)
- Floyd Brennan – guitare rythmique (2000–2002)
- Adrian Mills – guitare rythmique (2003–2006)
- Nick Tart – chant (2004–2014)

## Discographie
- 1980 : Lightning To The Nations
- 1982 : Borrowed Time
- 1983 : Canterburry
- 1986 : Behold The Beginning (best of)
- 1987 : Am I Evil (best of)
- 1988 : Sweet and Innocent (best of)
- 1992 : Singles (best of)
- 1992 : The Friday Rock Show Sessions (live)
- 1993 : Death and Progress
- 1994 : Evil Live (live)
- 1999 : The Best of Diamond Head (best of)
- 2000 : Live - In The Heat of the Night (live)
- 2000 : Diamond Night (best of)
- 2005 : All Will Be Revealed
- 2007 : What's In Your Head
- 2016 : Diamond Head
- 2019 : The Coffin Train